# Capitano/Wenn du an Wunder glaubst
Capitano/Wenn du an Wunder glaubst, pubblicato nel 1963, è un 45 giri della cantante italiana Mina.

## Tracce
1. Capitano - 2:44 -
 (Werner Scharfenberger-Kurt Feltz) 1963
2. Wenn du an Wunder glaubst (Il cielo in una stanza) - 2:59 -
 (Toang(Gino Paoli)-Mogol-Testo tedesco: Hans Bradtke) 1963

## Storia
Capitano
Brano composto dal maestro Werner Scharfenberger con testo di Kurt Feltz (gli stessi di Heisser Sand), è stato pubblicato solo in Germania solo per il mercato tedesco.
Wenn du an Wunder glaubst (Il cielo in una stanza)
Versione in tedesco di un grande successo di Mina, ne esistono altre, vedi: Versioni

## Testo
Wenn du an Wunder glaubst, glaub an meine große Liebe
denn wie ein Wunder kam sie zu mir, die große Liebe
heut' möcht' ich dieses Glück nicht tauschen für Millionen
weil Liebe schöner ist, als alle Illusionen.
Weil es noch Wunder gibt, sind wir heut' nicht mehr einsam
und geh'n den Weg ins Glück nun Arm in Arm gemeinsam
du fragst mich tausendmal, ob ich dich wirklich liebe
und ich sag' tausendmal wenn du an Wunder glaubst
dann glaube an mich und meine Liebe.